# Качан, Сергей Николаевич
Серге́й Никола́евич Кача́н (укр. Сергій Миколайович Качан) — украинский военнослужащий, полковник, участник российско-украинской войны. Герой Украины (2022).

## Биография
Сообщалось, что полковник Качан организовал оборону Управления СБУ в Николаевской области и наладил эффективное взаимодействие с военными формированиями, находившимися в Николаеве. Эта координация позволила управлять артиллерийскими расчетами, отражать наступления противника и наносить удары по вражеской технике и личному составу. При его непосредственном участии было проведено 26 оперативно-боевых мероприятий по разведке и уничтожению сил и средств противника.

## Награды
- Звание «Герой Украины» с удостоением ордена «Золотая Звезда» (2022) — за личное мужество и героизм, проявленные в защите государственного суверенитета и территориальной целостности Украины, верность военной присяге.
- Орден Богдана Хмельницкого III степени (25 марта 2015) — за личное мужество и высокий профессионализм, проявленные в защите государственного суверенитета и территориальной целостности Украины, верность военной присяге[1].